# Cromidon gracile
Cromidon gracile är en flenörtsväxtart som beskrevs av O.M. Hilliard. Cromidon gracile ingår i släktet Cromidon och familjen flenörtsväxter. Inga underarter finns listade i Catalogue of Life.